# Kystklint eller -klippe
Kystklint eller kystklippe er en naturtype, der er meget varieret. De planter den rummer, afhænger dels af højden, dels af klintens stejlhed og endelig af nærheden ved havet. Ofte ses en tydelig zonedannelse op ad skrænten, fra de stejleste skråninger nærmest havet uden vegetation, kun med laver, eller med pionérvegetation af følfod m.fl., til partier med græs og urter på toppen og på mere beskyttede dele af skråningerne. På mere beskyttede lokaliteter er der gradvise overgange til mere eller mindre kystpåvirkede varianter af hede, overdrev, højstaudesamfund, krat eller skov. 

## Plantevækst
Typiske planter kan – afhængig af lokale forhold – være:
- Engelskgræs (Armeria maritima)
- Firehannet hønsetarm (Cerastium diffusum)
- Havtorn (Hippophaë rhamnoides)
- Hedelyng (Calluna vulgaris)
- Hindebæger (Limonium spp.) (flere arter)
- Lægekokleare (Cochlearia officinalis)
- Rød svingel (Festuca rubra)
- Skotsk Lostilk (Ligusticum scoticum)
- Strandkamille (Matricaria maritima)
- Strandlimurt (Silene uniflora)
- Strandvejbred (Plantago maritima)
- Vild gulerod (Daucus carota)

| Galleri med typiske plantearter omkring kystklinter eller -klipper |
| --- |
| - Engelskgræs - Firehannet hønsetarm - Havtorn - Hedelyng - Lav Hindebæger - Lægekokleare - Rød Svingel - Skotsk lostilk - Strandkamille - Strandlimurt - Strandvejbred - Vild gulerod |

## Natura 2000
Kystklint eller -klippe er en naturtype i Natura 2000 med betegnelsen 1230 Klinter eller klipper ved kysten. Klinter i deres meget forskellige udformninger findes mange steder i det danske kystlandskab, mens klipper næsten kun findes på Bornholm. 